# داروئية بالا (اسماعيلي كرمان)
داروئیة بالا (بالفارسية: داروئیه بالا) هي قرية تقع في إيران في منطقة إسماعيلي.